# Anastasia (Buchreihe)
Anastasia (russisch Звенящие кедры России, Swenjaschtschije kedry Rossii, deutsch Die klingenden Zedern Russlands, nach dem Titel des zweiten Bandes) ist eine Romanreihe des russischen Autors Wladimir Megre mit esoterisch-spirituellen, verschwörungsideologischen und antisemitischen Inhalten. Zwischen 1996 und 2010 erschienen zehn Bände in Russisch, deren deutsche Übersetzungen zwischen 1999 und 2011 veröffentlicht wurden.
Basierend auf den Büchern entwickelte sich zunächst in Russland und Osteuropa, später auch verstärkt im deutschsprachigen Raum eine ökologisch-esoterische Bewegung, die die in den Romanen verbreiteten Ideen von Landwirtschaft, Spiritualität und Pädagogik umzusetzen sucht. Nach ihrem Ursprung in Russland, der Ukraine und Belarus entstanden auch in Deutschland und Österreich Kommunen der Bewegung. Die Anastasia-Bewegung wird von deutschen Verfassungsschützern ebenso wie von Sektenbeauftragten, Wissenschaftlern und Kirchenvertretern aufgrund der rechtsesoterischen, verschwörungsideologischen, antisemitischen Inhalte sowie der rechtsextremen, nationalistisch-völkischen Blut-und-Boden-Ideologie kritisiert. In Deutschland hat die Anastasia-Bewegung Verbindungen zum organisierten Rechtsextremismus und zur Reichsbürgerbewegung.

## Inhalt
Die Titelfigur Anastasia (der Name Anastasia stammt von gr. anástasis, Auferstehung) wird in den Romanen als eine allein in der sibirischen Taiga auf einer Waldlichtung lebende Frau beschrieben. Sie ist als Vertreterin der alten Kultur der „Wedrussen“ dargestellt, die es bereits in der Alten Rus gegeben habe und die auch heute als hochentwickelte, aber „nicht technokratische“ Kultur abgesondert von der restlichen Welt weiterbestehe. Der Autor beschreibt als Ich-Erzähler, wie er auf einer Reise in die Taiga Anastasia kennenlernte und wie sie sein Leben verändert habe: Von ihrem Wissen und ihren Fähigkeiten zeigt er sich immer wieder aufs Neue verblüfft. Die Bücher wollen direkte Hilfestellungen für den Alltag bieten. So postuliert Megre durch seine Figur Anastasia, die er als real existierende Person darstellt, seine Schlüsselidee, dass jede Familie auf einem Landsitz von etwa einem Hektar Fläche „in Harmonie mit der Natur“ leben und durch diesen versorgt sein solle. Weiten Raum nimmt auch die Erörterung der Weltreligionen, der globalen wirtschaftlichen und politischen Entwicklung sowie der Geschichte ein. Megre vertritt hierbei teils verschwörungstheoretische und geschichtsrevisionistische Konzepte (etwa der „Neuen Chronologie“).
Megre deutet die Verfolgungsgeschichte der Juden als deren eigene Schuld um. Aus der Geschichte des Judentums könne man schließen, „dass das jüdische Volk vor den Menschen Schuld“ habe (Band 6). Er rechtfertigt so Pogrome an Menschen jüdischen Glaubens und jüdischer Herkunft. Eigentliche und heimliche Drahtzieher des Weltgeschehens seien eine Gruppe levitischer Priester. Zudem wird auch das wissenschaftlich widerlegte Prinzip der Telegonie vertreten, wonach der erste Sexualpartner einer Frau „ein psychisches und physisches Bild der Kinder vor[bestimmt], die sie gebären wird“, auch wenn diese von anderen Männern stammen.

## Siedlungsform
Für den Familienlandsitz in der Größe von einem Hektar gibt es in der Buchreihe klare Empfehlungen:
Als Umfriedung dient ein lebender Zaun, eine Hecke (Band 4, Seite 171). Auch ein Ringwall ist geeignet (Band 10, Seite 170). Die Hälfte bis drei Viertel des Hektars soll Wald sein. Als Tierarten werden Bienen, Hühner und Ziegen genannt. Zwischen dem Wald und der Freifläche soll eine weitere Hecke angelegt sein, um den Gemüsegarten vor den Tieren zu schützen. Im Gemüsegarten soll ein seichter Teich in der Größe von zwei Ar angelegt sein (Band 4, Seite 177). Auf dem Landsitz sollen mehr als 300 bekömmliche Pflanzenarten wachsen (Band 7, Seite 72). Besonders erwähnt werden: Himbeeren, Johannisbeeren, Stachelbeeren, Gurken, Tomaten, Erdbeeren, Äpfel, Süß- oder Sauerkirschen und Blumen. Es sollten wenigstens eine Sonnenblume sowie zwei Quadratmeter Getreide (Roggen und Weizen) und zwei Quadratmeter Gräser und Kräuter vorhanden sein (Band 1, Seite 86). Große Bedeutung wird einem gepflanzten Familienbaum beigemessen (Band 4, Seite 188). Die Siedlungsfläche soll wenigstens 150 Hektar umfassen (Band 5, Seite 108).

## Bisherige Titel
- Band 1: Anastasia – Tochter der Taiga, 2003, ISBN 978-3-905831-17-7 als Hörbuch, 2013, ISBN 978-3-905831-26-9
- Band 2: Anastasia – Die klingenden Zedern Russlands, 2004, ISBN 978-3-906347-71-4 als Hörbuch, 2014, ISBN 978-3-905831-34-4
- Band 3: Anastasia – Raum der Liebe, 2005, ISBN 978-3-905831-20-7
- Band 4: Anastasia – Schöpfung, 2005, ISBN 978-3-905831-21-4
- Band 5: Anastasia – Wer sind wir?, 2006, ISBN 978-3-905831-22-1
- Band 6: Anastasia – Das Wissen der Ahnen, ISBN 978-3-89845-040-9
- Band 7: Anastasia – Die Energie des Lebens, ISBN 978-3-89845-058-4
- Band 8 (Teil 1): Anastasia – Neue Zivilisation, 2005, ISBN 978-3-89845-123-9
- Band 8 (Teil 2): Anastasia – Bräuche der Liebe, 2007, ISBN 978-3-89845-180-2
- Band 10: Anastasia – Anasta, 2011, ISBN 978-3-905831-05-4

Nach Angaben auf der Webseite des Autors beträgt die Gesamtauflage der Bücher, die in 20 Sprachen übersetzt wurden, bis 2010 etwa 11 Millionen. Die deutschen Übersetzungen erscheinen im Govinda- und Silberschnur-Verlag.
Im Jahr 2014 erschien im Govinda Verlag ein Schlagwortregister für die Buchreihe:
- Anastasia-Index – Gesamtindex für die Bände 1 bis 10, 2014, ISBN 978-3-905831-29-0